# Gli 11 moschettieri
Gli 11 moschettieri è un film documentario del 1952 diretto da Ennio De Concini e Fausto Saraceni.

## Contenuto
Argomento del film è la Nazionale italiana di calcio, dalla partenza stentata ai trionfi nei Mondiali di calcio del 1934 e 1938, inframezzati dalla medaglia d'oro alle Olimpiadi di Berlino 1936 (di cui però, inspiegabilmente, nel film non si fa cenno). Spezzoni di attualità sportiva e non, così come diverse interviste, completano l'opera
Il film racconta anche come, in seguito, molti dei giocatori della nazionale italiana del secondo dopoguerra perirono nella tragedia di Superga del 4 maggio 1949. Erano i giocatori del Grande Torino, che arrivarono a monopolizzare la nazionale fino a comporne i 10-11 in quegli anni. Alla tragedia seguì inevitabilmente un periodo di crisi per il calcio italiano, illuminato solo dall'incontro con l'Inghilterra del 18 maggio 1952.